# 伊藤勝三
伊藤 勝三（いとう かつぞう、1907年5月14日 - 1982年2月10日）は、秋田県秋田市千秋矢留町（旧上中城町）出身のプロ野球選手（捕手、一塁手）、監督。
日本プロ野球における選手兼任監督第1号である。

## 来歴・人物
秋田中学（現・秋田県立秋田高校）時代は、捕手として2度の全国中等学校優勝野球大会（第8回大会、第10回大会）に出場した。慶應義塾大学では控え捕手に甘んじたが、社会人野球の東京倶楽部では慶大時代のチームメイトである宮武三郎らと共に活躍し、1931年に開催された第5回全日本都市対抗野球大会で優勝した。
全日本職業野球連盟が発足した1936年、大東京軍に入団すると、永井武雄監督解任の後を受けて選手兼任監督に就任したが、2勝27敗3分、勝率.069という惨憺たる成績を受けシーズン途中で解任された。選手としてもこの年限りで引退している。
その後、太平洋戦争に少尉として従軍する。1940年4月30日、山西省沢州付近で敗残兵掃討中に右上腕部に貫通銃創を受けた。
戦後は地元秋田の実業団野球連盟初代支部長に就任し、妻の実家が創業した製本会社・高揚堂書店で常務・社長を歴任する傍ら、母校・秋田高校野球部の指導を行うなどし、1982年2月10日、74歳で没する。没後、未亡人を通じ、秋田の高校全体を支援する「伊藤勝三スポーツ振興基金」秋田高校野球部を支援する「伊藤勝三基金」が設けられている。

## 詳細情報

### 年度別打撃成績
| 年 度     | 球 団     | 試 合 | 打 席 | 打 数 | 得 点 | 安 打 | 二 塁 打 | 三 塁 打 | 本 塁 打 | 塁 打 | 打 点 | 盗 塁 | 盗 塁 死 | 犠 打 | 犠 飛 | 四 球 | 敬 遠 | 死 球 | 三 振 | 併 殺 打 | 打 率 | 出 塁 率 | 長 打 率 | O P S |
| --------- | --------- | ----- | ----- | ----- | ----- | ----- | -------- | -------- | -------- | ----- | ----- | ----- | -------- | ----- | ----- | ----- | ----- | ----- | ----- | -------- | ----- | -------- | -------- | ----- |
| 1936春夏  | 大東京    | 5     | 14    | 13    | 3     | 4     | 0        | 0        | 0        | 4     | 3     | 1     | --       | 0     | --    | 1     | --    | 0     | 1     | --       | .308  | .357     | .308     | .665  |
| 1936秋    | 大東京    | 9     | 38    | 32    | 3     | 7     | 3        | 2        | 0        | 14    | 3     | 1     | --       | 0     | --    | 6     | --    | 0     | 5     | --       | .219  | .342     | .438     | .780  |
| 通算：1年 | 通算：1年 | 14    | 52    | 45    | 6     | 11    | 3        | 2        | 0        | 18    | 6     | 2     | --       | 0     | --    | 7     | --    | 0     | 6     | --       | .244  | .346     | .251     | .746  |

### 通算監督成績
- 32試合 2勝27敗3分 勝率.069

### 記録
- 初出場：1936年5月5日、対名古屋金鯱軍1回戦（甲子園球場）

### 背番号
- 21 （1936年）